# 조세 불응
조세 불응(Tax noncompliance)는 합법적 조세 회피와 불법적 탈세를 합친 개념이다.
정부의 조세제도에 불리한 행위의 범위이다. 여기에는 합법적인 수단에 의한 조세 감면인 조세 회피와 형사상의 세금 미납인 조세 회피가 포함될 수 있다. "불응"(noncompliance)이라는 용어의 사용은 저자마다 다르게 사용된다. 가장 일반적인 사용은 에드거 L. 페이그(Edgar L. Feige)가 호칭하는 소위 '미관찰되는 경제'를 초래하는 다양한 제도적 규칙과 관련하여 불응 행동을 설명한다. 재정 과세 규칙을 이행하지 않으면 보고되지 않은 소득과 페이그가 추정하는 세금 격차가 미국의 경우 연간 5,000억 달러에 달한다.
미국에서 '불응'이라는 용어는 종종 불법적인 허위 보고만을 의미한다. 미국(2010년 이후), 캐나다, 호주, 뉴질랜드, 남아프리카공화국, 노르웨이, 홍콩을 포함한 여러 선진국에서 "공격적 조세" 회피를 금지하는 일반 반회피법(GAAR) 법령으로 알려진 법률이 통과되었다. 또한, 사법 교리는 특히 미국에서 그레고리 v. 헬베링(Gregory v. Helvering) 사건에서 확립된 "사업 목적" 및 "경제적 실질" 원칙을 통해 유사한 목적을 달성했다. 세부 사항은 관할권에 따라 다를 수 있지만 이러한 규칙은 기술적으로 합법적이지만 사업 목적이 아니거나 세법의 정신을 위반하지 않는 조세 회피를 무효화한다. 조세 회피와 관련된 용어로는 조세 계획 및 조세 회피가 있다.
납세를 지키지 않는 개인에는 세금 항의자와 세금 저항자가 포함된다. 세금 반대자들은 세법의 대안적 해석을 사용하여 세금 납부를 회피하려고 시도하는 반면, 세금 저항자들은 양심적인 이유로 세금 납부를 거부한다. 미국에서 세금 반대자들은 연방준비제도 하의 세금이 위헌이라고 믿는 반면, 세금 반대자들은 그들이 반대하는 특정 정부 정책에 대해 돈을 내지 않는 것에 더 관심이 있다. 과세는 종종 부담스러운 것으로 인식되기 때문에 정부는 초창기부터 조세 불응으로 어려움을 겪었다.

## 같이 보기
- 분류:나라별 조세
- 암시장
- 전자 상거래
- 에바 졸리
- 토지가치세
- 세금 공제
- 조세 부담
- 세금 특허